# Ceroma zomba
Ceroma zomba är en spindeldjursart som beskrevs av Karsch 1885. Ceroma zomba ingår i släktet Ceroma och familjen Ceromidae. Inga underarter finns listade i Catalogue of Life.